# 사쓰카리역
사쓰카리역(일본어: 札苅駅, さつかりえき)은 일본 홋카이도 가미이소 군 기코나이정에 있는 도난 이사리비 철도 도난 이사리비 철도선의 철도역이다.

## 역 구조
2면 2선의 상대식 승강장이 있는 지상역이다. 이전에는 1면 1선의 단선식 승강장 구조였으나, 쓰가루 해협선 정비에 맞추어 교행 설비가 신설되었다. 두 승강장은 어긋난 형태로 배치되어 있으며, 구내 건널목으로 연결되어 있다.
기코나이역에서 관리하는 업무 간이 위탁역으로, 창구 영업은 평일 7시 10분부터 11시 10분간만 이루어진다.

## 역 주변
- 사쓰카리 우체국

## 역사
- 1930년 10월 25일 - 일본국유철도의 일반역으로 개업.
- 1970년 12월 12일 - 화물과 수하물 취급 중지. 무인화, 업무 간이 위탁화.
- 1987년 4월 1일 - 일본국유철도 분할 민영화로 홋카이도 여객철도가 계승.
- 1988년 12월 10일 - 역사 개축.
- 2016년 3월 26일 - 홋카이도 신칸센 개업에 따라 도난 이사리비 철도로 이관됨.

## 인접한 역
| 도난 이사리비 철도 도난 이사리비 철도선 | 도난 이사리비 철도 도난 이사리비 철도선 | 도난 이사리비 철도 도난 이사리비 철도선 |
| --------------------------------------- | --------------------------------------- | --------------------------------------- |
| sh01 기코나이 방면                      | ■ 도난 이사리비 철도선                  | sh03 이즈미사와 하코다테 방면           |